# Oblast de Saratov
L'oblast de Saratov (en russe : Сара́товская о́бласть, Saratovskaïa oblast) est sujet fédéral (oblast) de Russie d'Europe.
La région se situe au sud-est de la plaine d'Europe orientale de part et d'autre de la Volga. À l'ouest du fleuve, la région est vallonnée tandis qu'à l'est s'étendent des plaines.
Au sud, la région a une frontière commune avec le Kazakhstan, limitrophe de l'oblys du Kazakhstan-Occidental dont la capitale, Oural, est reliée directement par voie ferrée à Saratov. 
La république socialiste soviétique autonome des Allemands de la Volga, dissoute après la Seconde Guerre mondiale, faisait partie de la région.
Les Dvors habitaient cette région, un peuple slave réputé pour leurs archers montés sur cavalerie lourde.
La colonisation russe a commencé au XVIe siècle avec la création d'une forteresse à Saratov. Le commerce le long de la Volga a toujours joué un grand rôle dans le développement de la ville.
Les secteurs économiques les plus importants sont l'extraction du gaz et du pétrole, l'industrie aéronautique et spatiale, l'industrie chimique et l'industrie agro-alimentaire.
Les villes principales sont la capitale Saratov et les villes d'Engels, Balakovo, Balachov et Volsk.

## Géographie
L'oblast s'étend sur 101 240 km2.

## Histoire
Le 5 décembre 2022, dans le cadre de l'invasion de l'Ukraine par la Russie en 2022 la base aérienne à long rayon d'action d'Engels-2 est attaquée avec des drones ukrainiens de conception soviétique.
L'agence de presse russe Tass rapporte que « Le 26 décembre, vers 01 h 35 heure de Moscou [23 h 35 le 25 décembre à Paris], un véhicule aérien sans pilote ukrainien a été abattu à basse altitude alors qu'il s’approchait de l'aérodrome militaire d’Engels. À la suite de la chute de l'épave du drone, trois techniciens russes qui se trouvaient sur l'aérodrome ont été mortellement blessés ».

## Population et société

### Démographie
| 2002      | 2016      | 2019      | 2021 | - |
| --------- | --------- | --------- | ---- | - |
| 2 668 310 | 2 487 529 | 2 440 729 | -    | - |

| Année | Fécondité | Fécondité urbaine | Fécondité rurale |
| ----- | --------- | ----------------- | ---------------- |
| 1990  | 1,91      | 1,70              | 2,70             |
| 1991  | 1,74      | 1,54              | 2,51             |
| 1992  | 1,54      | 1,34              | 2,26             |
| 1993  | 1,34      | 1,16              | 1,97             |
| 1994  | 1,38      | 1,21              | 1,97             |
| 1995  | 1,30      | 1,16              | 1,78             |
| 1996  | 1,20      | 1,09              | 1,55             |
| 1997  | 1,14      | 1,02              | 1,53             |
| 1998  | 1,16      | 1,04              | 1,51             |
| 1999  | 1,12      | 1,02              | 1,41             |
| 2000  | 1,14      | 1,04              | 1,44             |
| 2001  | 1,12      | 1,02              | 1,43             |
| 2002  | 1,16      | 1,07              | 1,47             |
| 2003  | 1,20      | 1,11              | 1,52             |
| 2004  | 1,23      | 1,15              | 1,50             |
| 2005  | 1,18      | 1,09              | 1,47             |
| 2006  | 1,19      | 1,10              | 1,49             |
| 2007  | 1,33      | 1,22              | 1,68             |
| 2008  | 1,39      | 1,26              | 1,78             |
| 2009  | 1,40      | 1,27              | 1,82             |
| 2010  | 1,40      | 1,28              | 1,79             |
| 2011  | 1,40      | 1,27              | 1,83             |
| 2012  | 1,51      | 1,37              | 2,00             |
| 2013  | 1,54      | 1,38              | 2,10             |
| 2014  | 1,57      | 1,42              | 2,14             |
| 2015  | 1,60      | 1,53              | 1,84             |
| 2016  | 1,55      | 1,49              | 1,74             |
| 2017  | 1,39      | 1,34              | 1,57             |

## Principales villes et agglomérations
| Ville              | Nom russe          | Habitants (janv. 2005) |
| ------------------ | ------------------ | ---------------------- |
| Saratov            | Саратов            | 857.961                |
| Balakovo           | Балаково           | 199.572                |
| Engels             | Энгельс            | 191.953                |
| Balachov           | Балашов            | 96.748                 |
| Volsk              | Вольск             | 70.459                 |
| Rtichtchevo        | Ртищево            | 43.605                 |
| Pougatchev         | Пугачёв            | 41.979                 |
| Petrovsk           | Петровск           | 33.258                 |
| Marks              | Маркс              | 32.929                 |
| Privoljski         | Приволжский        | 32.816                 |
| Atkarsk            | Аткарск            | 27.805                 |
| Krasnoarmeïsk      | Красноармейск      | 25.096                 |
| Ierchov            | Ершов              | 23.757                 |
| Kalininsk          | Калининск          | 18.866                 |
| Novoouzensk        | Новоузенск         | 16.853                 |
| Krasny Kout        | Красный Кут        | 15.058                 |
| Arkadak            | Аркадак            | 14.055                 |
| Stepnoïe           | Степное            | 13.646                 |
| Khvalynsk          | Хвалынск           | 13.620                 |
| Svetly             | Светлый            | 12.756                 |
| Bazarny Karaboulak | Базарный Карабулак | 10.324                 |
| Ozinki             | Озинки             | 9.959                  |
| Dergatchi          | Дергачи            | 9.696                  |
| Samoïlovka         | Самойловка         | 8.279                  |
| Romanovka          | Романовка          | 7.787                  |
| Lyssye Gory        | Лысые Горы         | 7.538                  |
| Tatichtchevo       | Татищево           | 7.535                  |
| Sennoï             | Сенной             | 6.969                  |
| Tourki             | Турки              | 6.882                  |
| Mokrous            | Мокроус            | 6.809                  |
| Chikhany           | Шиханы             | 6.537                  |
| Iekaterinovka      | Екатериновка       | 6.525                  |
| Sokolovy           | Соколовый          | 6.433                  |
| Gorny              | Горный             | 6.292                  |
| Novye Bourassy     | Новые Бурасы       | 6.175                  |
| Doukhovnitchkoïe   | Духовницкое        | 5.977                  |
| Rovnoïe            | Ровное             | 5.202                  |